# Oposición estoica

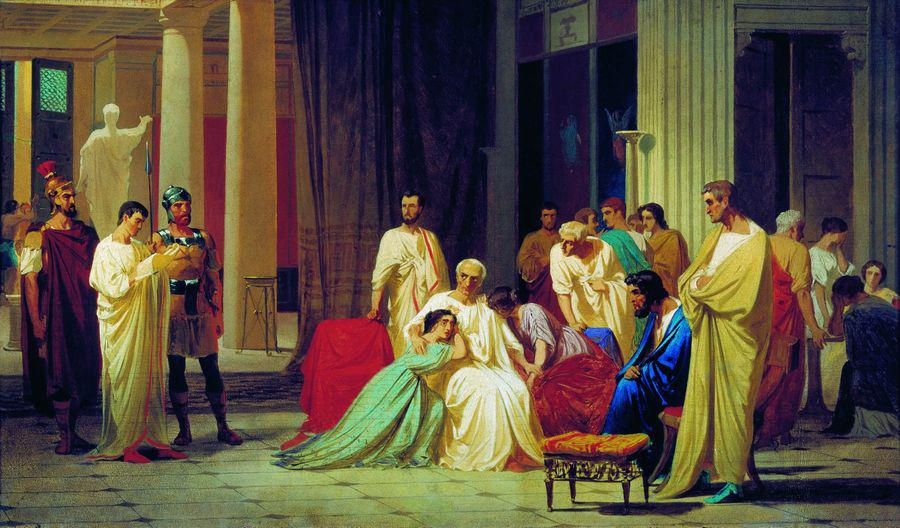
Quaestor Leyendo la sentencia de muerte al senador Thrasea Paetus, por Fyodor Bronnikov, Radischev Art Museum

La oposición estoica es el nombre dado a un grupo de filósofos  estoicos que se opusieron activamente al gobierno autocrático de ciertos emperadores en el siglo I, particularmente Nerón y Domiciano. El más destacado entre ellos fue Trásea Peto, un influyente senador romano ejecutado por Nerón. Fueron tenidos en alta estima por los últimos estoicos Epicteto y Marco Aurelio. Trásea, Rubelio Plauto y Barea Sorano eran supuestamente estudiantes del famoso maestro estoico Musonio Rufo y como los tres fueron ejecutados por Nerón, se les conoció colectivamente como los "Mártires estoicos".

## Concepto
El concepto de una "oposición estoica" se remonta al siglo XIX y el trabajo de Gaston Boissier. Propuso la teoría de que la oposición a los emperadores en el siglo I fue dirigida predominantemente por estoicos que se oponían al uso arbitrario del poder en favor de una regla filosófica coherente. La oposición comenzó bajo Nerón y continuó bajo los emperadores flavios, principalmente Vespasiano y Domiciano, provocando los juicios de senadores estoicos y las expulsiones de filósofos de Roma. Esta idea fue elaborada y ampliada en el siglo XX por escritores basándose en la evidencia textual que muestra cómo las doctrinas estoicas fueron consideradas políticamente sospechosas durante este período.
En los últimos años se ha criticado esta idea de una oposición estoica coherente. Se ha observado que los textos estoicos sobrevivientes dicen relativamente poco sobre la teoría política, más allá del deseo de un estado bien dirigido. Muchas de las figuras nombradas en la oposición estoica eran parte de la clase senatorial que era vulnerable a la autoridad imperial y deseaba la restauración de su propio poder y privilegio. Sin duda, muchas personas fueron perseguidas para quienes hay poca o ninguna evidencia de adhesión al estoicismo. En contra de estos puntos de vista, se ha señalado que los estoicos enfatizaron la conducta moralmente correcta (virtud) como el único bien verdadero; mientras que cualquier forma de comportamiento moralmente deplorable se consideraba el único verdadero mal. La doctrina estoica favoreció un compromiso activo en la vida política, y ciertamente actuó como apoyo para los opositores políticos durante el período.

## Historia

### Precursores
En el siglo I a. C., el senador estoico Catón el Joven se había opuesto a Julio César en la  guerra civil de 49-45 a. C.. Tras su derrota en la batalla de Tapso, Cato decidió suicidarse en lugar de someterse a la vida bajo el gobierno de César. Catón sería elogiado por los estoicos prominentes que vinieron después de él como un símbolo opuesto al gobierno autocrático. Para Séneca) era un modelo estoico oficial cuyo martirio recordaba la muerte de Sócrates. De manera similar, fue representado como la única figura de héroe consistente en Lucan  De Bello Civili.

### Bajo Nerón
El primero de los estoicos en caer víctima de Nerón fue Rubelio Plauto, un primo lejano del emperador. Como potencial rival del emperador cada vez más paranoico, Nerón lo exilió a Asia Menor en el 60 d. C. Fue acompañado al exilio por el filósofo estoico Musonio Rufo. Dos años más tarde, el prefecto pretoriano, Tigellinus, asustó a Nerón con la acusación de que Plauto "tenía la arrogancia de los estoicos, que engendran sedición e intriga". Siguiendo el consejo de Musonio, Plauto eligió esperar la muerte en lugar de huir a una vida precaria, y un centurión enviado desde Roma lo asesinó mientras se desnudaba para su ejercicio rutinario del mediodía.
En el 65 d. C., uno de los secretarios de Nerón llamado Epafrodito, el propietario de Epicteto, informó la conspiración de Pisón a Nerón, y fue muy recompensado por hacerlo. Las consecuencias vieron a Séneca ya su sobrino Lucan ambos forzados por separado a suicidarse. Musonius Rufus, que había regresado a Roma tras la muerte de Plauto, fue una vez más exiliado, aparentemente por su fama como profesor de filosofía. Esta vez fue exiliado a la isla de  Gyarus, donde trabajó la tierra con los estudiantes que lo habían acompañado al exilio.
Alrededor del 66 d. C., Thrasea Paetus, un influyente senador romano y, como Plauto, amigo y seguidor de Musonius Rufus, fue procesado por traición. El crimen de Thrasea fue una campaña de abstención que incluyó: inasistencia general al Senado romano; no participación en el juramento senatorial al Emperador al comienzo de cada año; evadir el juramento sacerdotal por el emperador, incluso mientras poseía un sacerdocio; ausentarse del voto de los honores divinos a Poppaea, ni asistir a su funeral; y nunca ofrecer un sacrificio por el bienestar del emperador. Según Tácito, la hostilidad de Nerón hacia Thrasea fue provocada por Cossutianus Capito que atacó específicamente a Thrasea porque era un estoico, una secta hostil a la autocracia y que desaprobaba abiertamente la conducta del Emperador:

O pasemos a su credo, si es mejor, o dejemos que estos buscadores de un nuevo mundo pierdan a su jefe e instigador. Es la secta que ... subvierte el imperio, hacen un desfile de la libertad: el imperio derrocado, pondrán las manos sobre la libertad misma. ¡Has eliminado a Cassius con poco propósito, si tienes la intención de permitir que estos rivales de los Bruti se multipliquen y prosperen! Cossutianus Capito, citado en Tácito, Annals, xvi. 22

 Trásea fue condenado a muerte. Su amigo Arulenus Rusticus era Tribuno de la plebe en este momento y se ofreció a colocar su veto sobre el senatus consultum, pero Thrasea se lo impidió como él sólo ha traído cierta destrucción sobre sí mismo sin salvar a Thrasea. El yerno de Thrasea Helvidio Prisco, y su amigo Paconius Agrippinus, fueron llevados a juicio al mismo tiempo que Thrasea; ambos hombres eran estoicos prominentes y ambos fueron condenados al exilio. Agrippinus fue elogiado más tarde por Epicteto por la imperturbabilidad con la que aceptó su sentencia.
Otro seguidor estoico de Musonius Rufus, Barea Sorano (un pariente lejano del emperador posterior Marcus Aurelius), también fue juzgado en 65 o 66. Fue acusado de amistad con Rubellius Plautus y de caza de popularidad. mientras que procónsul de Asia con la intención de provocar una revuelta. Su hija,  Servilia, también fue acusada de haber consultado a un hechicero ("magi") y fue juzgada junto con su padre. Ambos fueron condenados a muerte (en el 65 o 66) y se les permitió suicidarse.
Publius Egnatius Celer fue el maestro estoico, quien enseñó y luego fue pagado para hacer acusaciones falsas contra Barea Soranus. Más tarde fue acusado por Musonius Rufus, el maestro de Epicteto, a quien los eruditos creen que alude al incidente en este pasaje:
Así, un amigo se ve dominado por el testimonio de un filósofo: así, un filósofo se convierte en un parásito; así se alquila por dinero: así en el Senado un hombre no dice lo que piensa; en privado (en la escuela) proclama sus opiniones.

### Bajo Vespasiano
Durante el reinado de Vespasiano las escuelas filosóficas, y los estoicos en particular, todavía eran vistos como una amenaza política. Uno de sus primeros actos (en 71 o 72) fue desterrar a los filósofos de la ciudad de Roma. A Musonius Rufus se le permitió quedarse al principio, porque era muy respetado, pero más tarde también fue desterrado. en algún momento alrededor del 75 d. C. Musonio viajó a Siria y regresó a Roma solo después de la muerte de Vespasiano en el 79 d. C.
Aunque Vespasiano trató de presentarse como un gobernante misericordioso, enfrentó la oposición de Helvidius Priscus, quien se opuso al poder imperial, denunció la realeza y la sucesión hereditaria y fue un feroz defensor de los derechos senatoriales. Helvidius fue finalmente ejecutado por Vespasiano. Epicteto elogió a Prisco por desafiar la orden de Vespasiano de no ir al Senado.

### Bajo Domiciano
En el 93 d. C., siete personas fueron procesadas por insultar al emperador Domiciano. Tres fueron ejecutados, Arulenus Rusticus, Herennius Senecio y Helvidius Priscus (hijo del mayor Helvidius Priscus). Aunque fue nombrado cónsul romano apenas un año antes, Arulenus Rusticus fue ejecutado porque había escrito un panegírico en alabanza de Thrasea.
Cuando estaba dando una conferencia en Roma, ese famoso Rústico, a quien Domiciano luego mató por envidia por su reputación, estaba entre mis oyentes, y un soldado pasó por la audiencia y le entregó una carta del emperador. Hubo un silencio y yo también hice una pausa para que pudiera leer su carta; pero se negó y no rompió el sello hasta que hube terminado mi conferencia y la audiencia se había dispersado. Debido a este incidente, todos admiraban la dignidad del hombre.
Asimismo, la viuda de Prisco, Fannia, la hija de Thrasea, solicitó que Herennius Senecio redactara un panegírico en alabanza a su difunto esposo, utilizando copias de sus diarios que ella poseía. Esto condujo a la ejecución de Senecio y al exilio de Fannia. Helvidius el joven, por otro lado, escribió una obra sobre Paris y Enone que fue interpretada como una sátira sobre el matrimonio de Domiciano y su esposa  Domitia, y también fue condenado a muerte.
Domiciano sospechaba de la disidencia de las escuelas filosóficas: aparentemente había expulsado a los filósofos en 88/9 y lo hizo de nuevo en 93/4 cuando expulsó a los filósofos no solo de la ciudad de Roma sino de toda Italia. El más famoso de los filósofos expulsados fue Epicteto que se mudó a Nicopolis, en Grecia, donde estableció su exitosa escuela y se convirtió en uno de los filósofos estoicos más famosos.  Como se mencionó anteriormente, Epicteto había sido propiedad de Epafrodito, el secretario de Nero que informó a Nero de la Conspiración Pisoniana, lo que llevó a una purga. En los "Discursos", Epicteto elogia repetidamente a Paconius Agrippinus y Helvidio Prisco, miembros prominentes de la Oposición Estoica, a sus estudiantes estoicos y los anima a seguir su ejemplo moral.

## Influencia posterior
El emperador Marco Aurelio se formó en filosofía estoica desde muy joven. Tuvo varios tutores estoicos, pero el más destacado entre ellos fue Junius Rusticus, un descendiente directo de Arulenus Rusticus. En "Las meditaciones", Marcus se refiere a Nerón como un tirano. Agradece a su tutor aristotélico, Cneo Claudio Severo Arabiano, por presentarle los ideales políticos de los republicanos estoicos, incluidos Thrasea y Helvidius Priscus.
[...] que a través de él llegué a conocer a Thrasea, Helvidius, Cato, Dio, Brutus, y a concebir la idea de una constitución equilibrada, y de un gobierno fundado en la equidad y la libertad de expresión, y de una monarquía que valora por encima de todas las cosas la libertad de el tema.
El Dio al que se hace referencia en este pasaje puede ser Dion Crisóstomo, un retórico de influencia estoica y estudiante de Musonius Rufus, quien fue desterrado de Roma por el emperador Domiciano en el 82 d. C. por asesorar a uno de sus parientes. Era buen amigo de Nerva y regresó a Roma cuando fue aclamado emperador. También era amigo del filósofo estoico Eufrates (filósofo), un compañero de estudios de Musonius Rufus.